# Annie Lennox

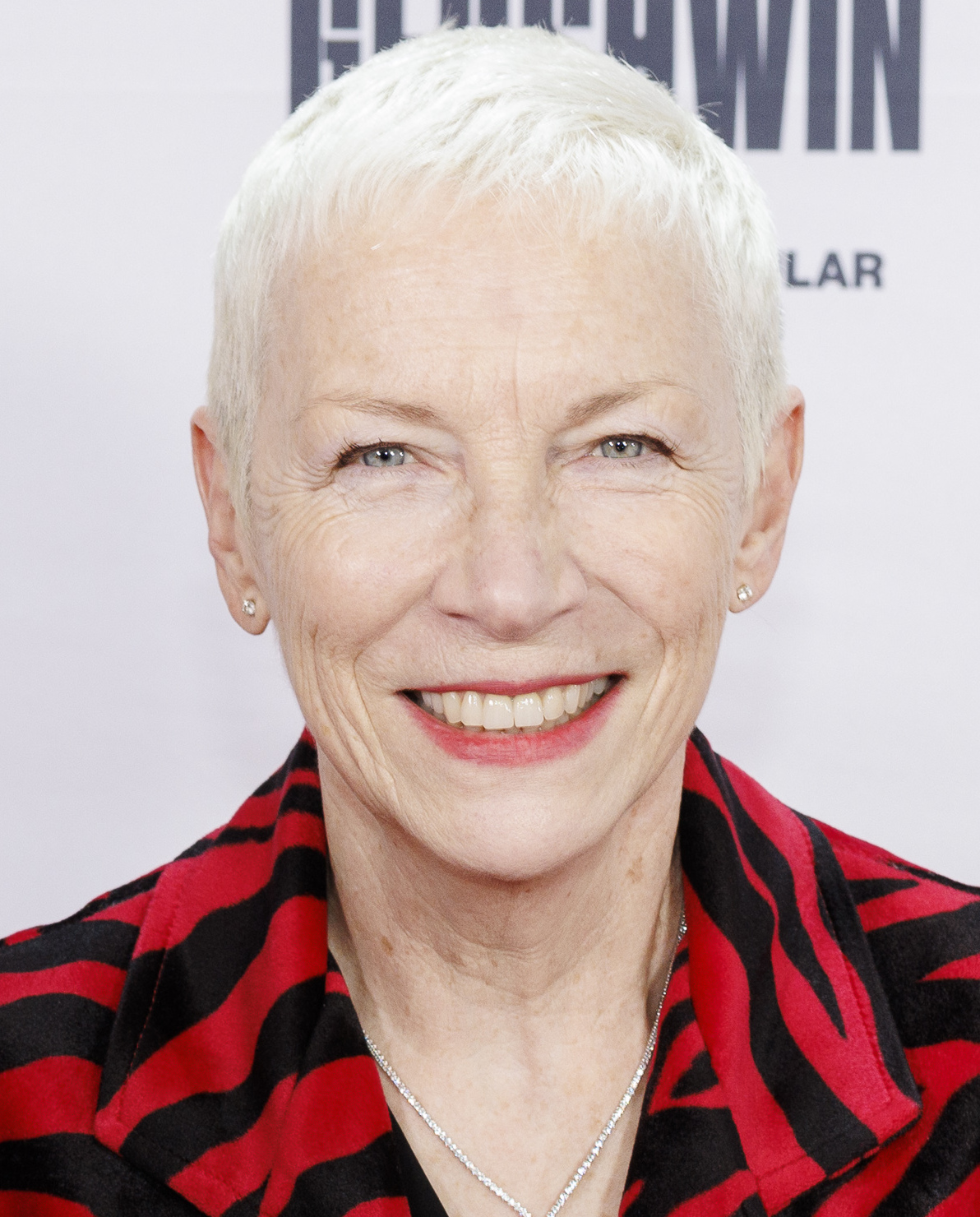
Annie Lennox (2023)

Ann „Annie“ Lennox OBE (* 25. Dezember 1954 in Aberdeen) ist eine britische Sängerin, Songwriterin und Oscar-Preisträgerin. An der Seite von Dave Stewart wurde sie als Sängerin des Pop-Duos Eurythmics bekannt, das in den 1980er Jahren eine Reihe von weltweiten Hits wie Sweet Dreams (Are Made of This), Here Comes the Rain Again und There Must Be an Angel (Playing with My Heart) hatte. Nach der Trennung der Eurythmics startete sie Anfang der 1990er Jahre ihre erfolgreiche Solokarriere.

## Leben

### Familie und Kindheit
Lennox wurde 1954 im schottischen Aberdeen als einziges Kind von Dorothy Farquharson (1930–2003) und Thomas Allison Lennox (1925–1986) geboren. Ihre Mutter war vor Annies Geburt Köchin, ihr Vater arbeitete als Schlosser auf der Aberdeener Werft Hall, Russell & Company. Bereits im Alter von vier Jahren wurde Lennox’ Begabung für Poesie, Musik und Zeichnen entdeckt. Schon früh lernte sie Klavier und Flöte spielen, sang im Chor und nahm Tanzstunden.

### Anfänge
Mit 17 Jahren zog sie nach London, um an der Royal Academy of Music klassische Musik mit Schwerpunkt Flöte zu studieren. Kurz vor den Abschlussprüfungen brach sie das Studium ab und verdiente ihren Lebensunterhalt fortan mit Gelegenheitsjobs als Kellnerin oder als Aushilfe in Buchhandlungen. Abends zog sie mit verschiedenen Musikern durch die Pubs und Clubs der britischen Hauptstadt, allerdings ohne festes Engagement als Sängerin.
Kurzzeitig versuchte sie sich zusammen mit Joy Dey als Kabarettistin. Das Duo mit dem Namen Stocking Tops brachte es allerdings auf nur einige mäßig erfolgreiche Auftritte. 1976 lernte Lennox in einem Restaurant, in dem sie als Kellnerin jobbte, Dave Stewart kennen, der sie direkt fragte: „Willst du mich heiraten?“ Sie wurden ein Paar und arbeiteten fortan musikalisch in der Formation The Catch zusammen, die sich 1978 in The Tourists umbenannte. Diese bestand aus Dave Stewart, Peet Coombes, einem alten Freund Stewarts, Lennox als Sängerin und weiteren Musikern. Die Band hatte mit ihren vom Punk beeinflussten Popsongs kleinere Erfolge in Großbritannien. Sie veröffentlichte drei Alben und konnte zwei Hitsingles, So Good to Be Back Home Again und das Dusty-Springfield-Cover I Only Want to Be with You in den britischen Singlecharts verbuchen. Die Band trennte sich aufgrund musikalischer Differenzen und Problemen mit der Plattenfirma.

### Eurythmics

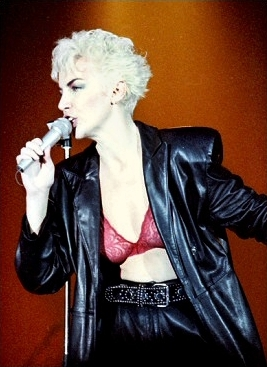
Annie Lennox (1986)

Stewart und Lennox, obwohl privat nicht mehr liiert, arbeiteten weiter zusammen und veröffentlichten 1981 als Eurythmics ihre erste Platte. Das erste Eurythmics-Album In the Garden (1981) und die daraus ausgekoppelten Singles waren kommerziell nicht erfolgreich. Erst mit Sweet Dreams (Are Made of This) gelang Stewart und Lennox im Frühjahr 1983 der weltweite Durchbruch. Weitere Hits wie Love Is a Stranger, Who’s That Girl?, Here Comes the Rain Again, Sexcrime (Nineteen Eighty-Four) (aus dem Film 1984), There Must Be an Angel (Playing with My Heart) oder Sisters Are Doin’ It for Themselves im Duett mit Aretha Franklin folgten und prägten den Sound der 1980er Jahre mit. Weltweit konnten die Eurythmics 80 Millionen Tonträger verkaufen.
Während der introvertierte Stewart sich vor allem in der Anfangsphase der Eurythmics oftmals in den Hintergrund stellte, stilisierte sich Lennox als androgynes Wesen mit kurzem, meist knallrotem Haar in strenger Männerkleidung, das mit Gender-Rollen spielte. Später zeigte sie sich auch betont weiblich, beispielsweise als Vamp mit platinblonder Perücke.
Gegen Ende der 1980er Jahre gingen Stewart und Lennox oftmals auch musikalisch getrennte Wege. So wurde Stewart, der vermehrt ins Rampenlicht strebte, als Produzent für andere Künstler tätig, während Lennox sich immer mehr ins Privatleben zurückzog. Allerdings schob sie auch ihre Solokarriere an. Sie veröffentlichte im Herbst 1988 zusammen mit Al Green das Stück Put a Little Love in Your Heart – ein Beitrag für den Film Die Geister, die ich rief. Nachdem das Eurythmics-Album Savage (1987) schon nicht mehr an frühere Erfolge hatte anknüpfen können, war We Too Are One (1989) das letzte gemeinsame Werk des Duos, dem im Frühjahr 1991 eine Greatest-Hits-Sammlung folgte.
Erst 1999 nahm sie mit Dave Stewart ein weiteres Eurythmics-Album, Peace, auf. Dem Album und der Single I Saved the World Today folgte die weltweite 'Peacetour', deren Einnahmen an Greenpeace und Amnesty International gingen. Im November 2005 veröffentlichten Stewart und Lennox mit Ultimate Collection eine zweite Best-of-Platte der Eurythmics. Diese enthält neben den größten Hits auch zwei neue Titel, darunter die Singleauskopplung I’ve Got a Life. Im Februar 2014 trat Lennox gemeinsam mit Stewart bei dem Tribute-Konzert The Night That Changed America: A Grammy Salute to The Beatles mit dem Beatles-Song The Fool on the Hill in Los Angeles auf.

### Solokarriere
Im April 1992 trat Lennox gemeinsam mit David Bowie beim Tributkonzert für den verstorbenen Queen-Frontmann Freddie Mercury auf. Lennox übernahm dabei den Gesangsteil von Mercury in dem erfolgreichen Song Under Pressure.
Mit der Veröffentlichung ihres Albums Diva im April 1992 gelang Lennox ein weltweiter Erfolg als Solokünstlerin. Das von Kritikern gelobte Album enthielt zahlreiche Hits, darunter Why und Walking on Broken Glass (beide 1992). Im Sommer 1992 trat sie mit diesen Hits auch auf dem Montreux Jazz Festival auf. Die fünfte Singleauskopplung aus Diva, ein Remix des Albumtracks Little Bird (1993), enthielt mit Lovesong for a Vampire einen Song aus dem Soundtrack zu Francis Ford Coppolas Film Bram Stoker’s Dracula. 1993 wurde Lennox mit einem BRIT Award für Diva in den Kategorien Bestes britisches Album und Beste britische Solokünstlerin geehrt.
Im Februar 1995 erschien ihr zweites Soloalbum Medusa, das eine Sammlung von Coverversionen ihrer persönlichen Lieblingslieder von Künstlern wie Petula Clark, Paul Simon oder Procol Harum ist. Es enthält unter anderem die britische Hitsingle No More ‘I Love You’s sowie eine Neuauflage des Klassikers A Whiter Shade of Pale. Zu der Zeit erschien auch der Soundtrack zum Kinofilm Apollo 13, an dem sie mit dem Stück Dark Side of the Moon und bei der Abspannmusik beteiligt war.
Im Juni 2003 veröffentlichte Lennox mit Bare ihr drittes Soloalbum, von dem es in Europa keine Singleauskopplungen gab; Remixe von Pavement Cracks (2003), 1000 Beautiful Things und Wonderful (beide 2004) schafften jeweils den Sprung auf Platz 1 der US-Dance-Charts. Nach dem Erscheinen von Bare ging Lennox 2003 zum ersten Mal solo auf Tour; 2004 absolvierte sie mit Sting eine erfolgreiche Tour durch die USA.

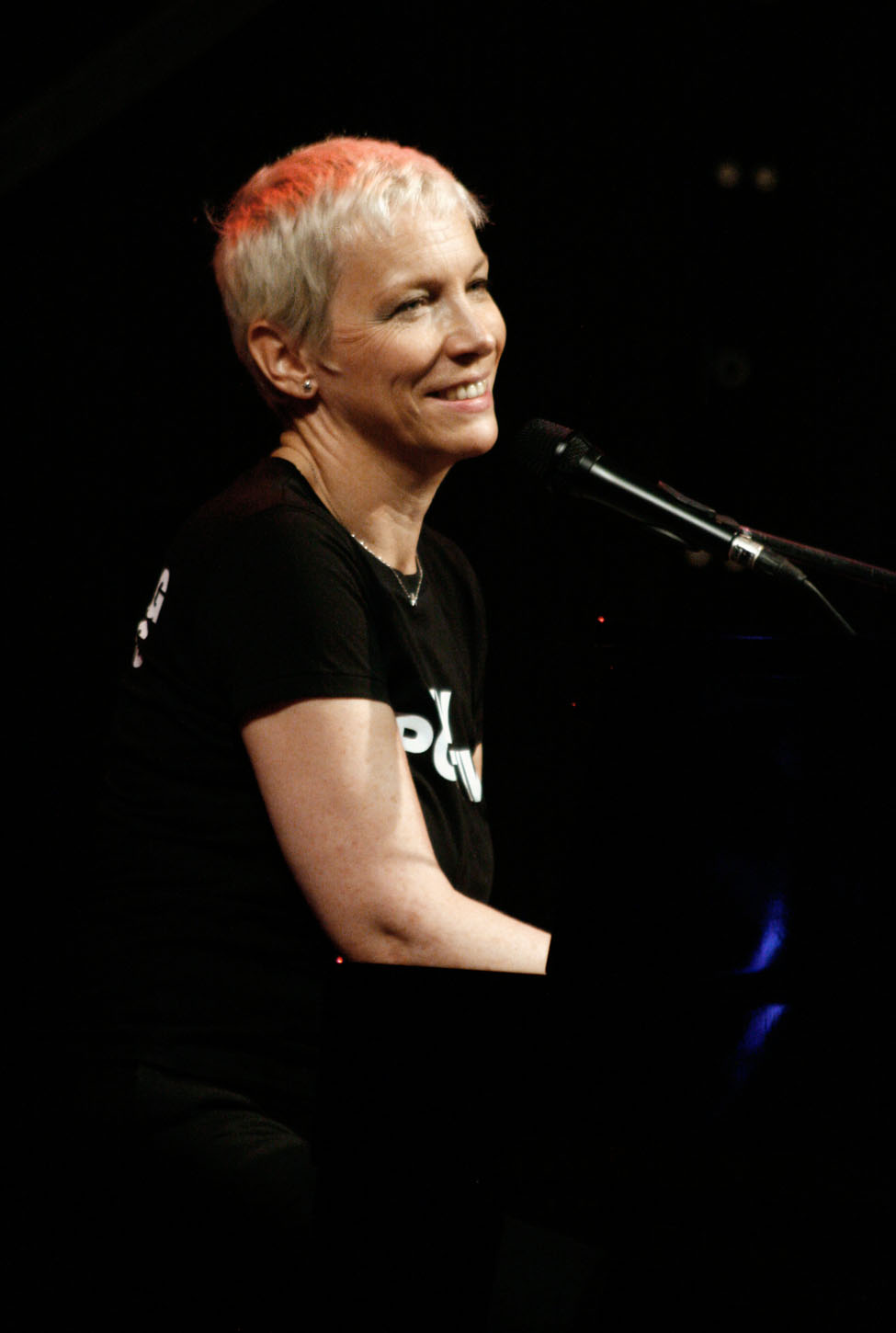
Annie Lennox (2010)

Für den dritten Teil der Herr-der-Ringe-Filmtrilogie, Die Rückkehr des Königs, steuerte Lennox den von Howard Shore komponierten und Fran Walsh getexteten Titelsong Into the West bei. Der Song wurde sowohl mit einem Golden Globe als auch mit dem Oscar für den besten Filmsong ausgezeichnet.
Im Juli 2005 trat Lennox zusammen mit vielen anderen Stars bei Live 8 im Londoner Hyde Park auf. Die Sängerin ist ebenso wie Sting, Carlos Santana und andere namhafte Künstler auf dem im September 2005 erschienenen Album Possibilities des Jazz-Musikers Herbie Hancock als Gastmusiker zu hören. Ihr Song Hush Hush Hush, eine Paula-Cole-Coverversion, wurde von der Kritik als Höhepunkt des Albums gefeiert.
Im September 2007 erschien ihr Soloalbum Songs of Mass Destruction. Bei dem feministisch motivierten Titel Sing sind einige der bekanntesten Sängerinnen der Welt zu hören: Madonna, Melissa Etheridge, Céline Dion, Sugababes, Dido, Anastacia, Gladys Knight, k.d. lang, Pink, Angélique Kidjo, Bonnie Raitt, Shakira, Sarah McLachlan, Fergie, Beverley Knight, Faith Hill, Martha Wainwright, Joss Stone, KT Tunstall, Beth Gibbons, Isobel Campbell und Beth Orton.
Im April 2008 stieg der Song Many Rivers to Cross, den sie bei American Idol Gives Back gesungen hatte, auf Platz 80 in die US-Single-Charts ein – allein durch die zahlreichen Downloads bei iTunes. 2008 arbeitete sie auch mit Till Brönner zusammen. Auf dessen Album Rio ist sie als Gastmusikerin mit Milton Nascimento in dem Song Mistérios (Mysteries) zu hören.
Im März 2009 wurde ihr erstes Greatest-Hits-Album veröffentlicht, The Annie Lennox Collection. Neben Material aus ihrer bisherigen Solokarriere enthält es drei Coverversionen: A Whiter Shade of Pale von Procol Harum, Shining Light von Ash und Closer Now von Keane. In Großbritannien war das Best-of-Album mehrere Wochen in den Top 10, in Italien gab es Gold. Lennox promotete ihr Album in zahlreichen TV-Shows und auf mehreren Festivals auf der ganzen Welt. 2009 nahm sie mit dem britischen Musiker David Gray das Duett Full Steam auf. Obwohl sie sich als „nicht religiös“ bezeichnet, veröffentlichte sie 2010 ein Album mit Weihnachtsliedern. Im Oktober 2014 kam ihr fünftes Soloalbum heraus.
Zum Film Fifty Shades of Grey trug Annie Lennox 2014 den Song I Put a Spell on You, im Original von Screamin’ Jay Hawkins, zum Soundtrack bei. 2018 schrieb sie für den Film A Private War den Song Requiem for a Private War, der bei den Golden Globe Awards 2019 als Bester Filmsong nominiert wurde.

### Privates
Nach einer Liaison mit Dave Stewart, noch vor Gründung der Eurythmics, heiratete Lennox im März 1984 Radha Raman. Aber bereits im Februar 1985 zerbrach die Ehe. Etwa Mitte der 1980er Jahre war Lennox zeitweise mit dem Musiker Robert Görl liiert.
1988 heiratete sie den israelischen Film- und Musikproduzenten Uri Fruchtmann. Im Dezember 1988 hatte Lennox eine Fehlgeburt. In Gedenken an das verlorene Kind veröffentlichte sie das Lied Angel auf dem Album We Too Are One. 1990 und 1993 kamen zwei gemeinsame Töchter mit Fruchtmann zur Welt. Im Jahr 2000 wurde die Ehe geschieden. Seit 2012 ist sie mit dem südafrikanischen Gynäkologen Mitchell Besser verheiratet.

## Soziales und politisches Engagement

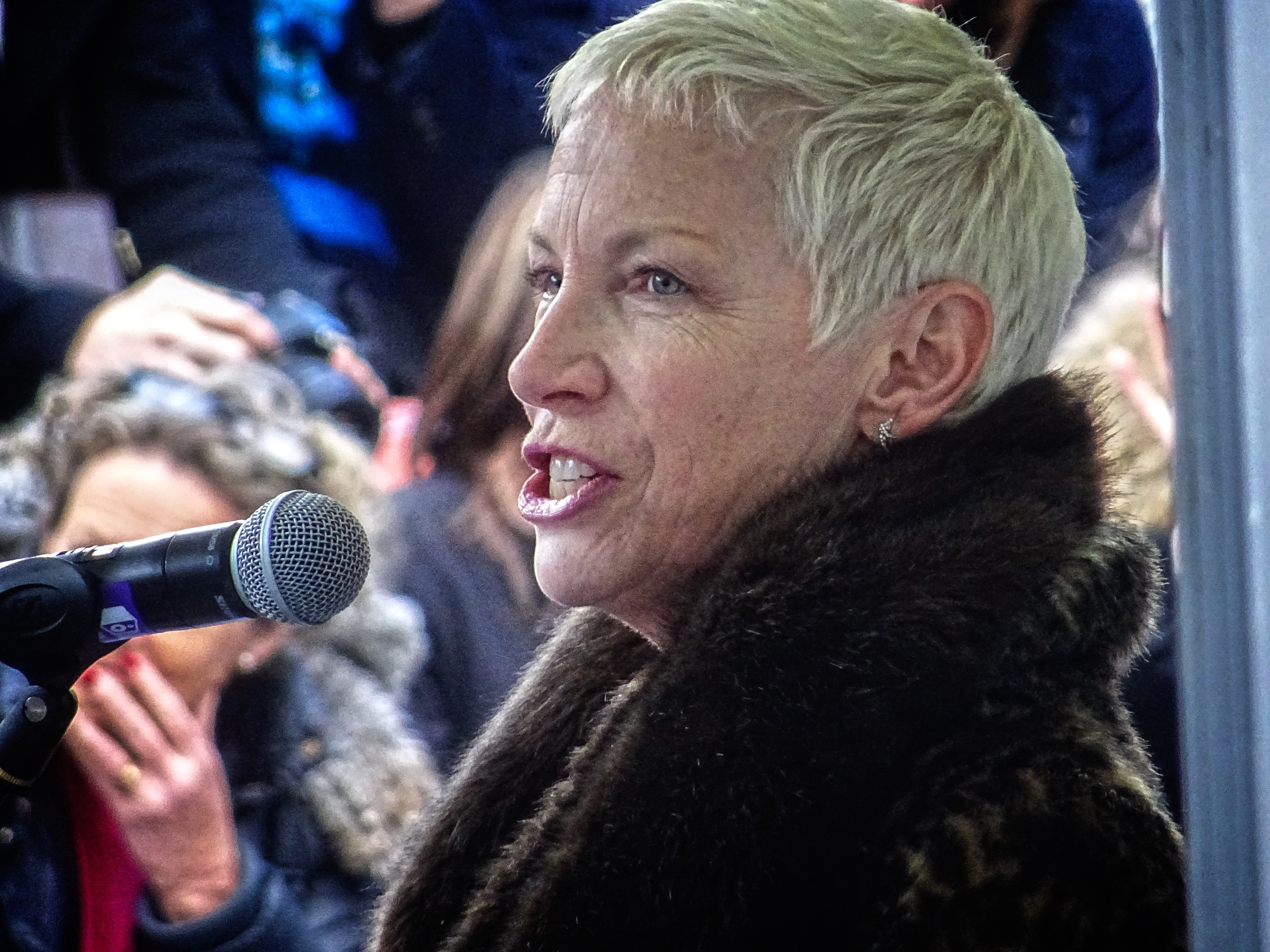
Annie Lennox (2017)

Annie Lennox ist seit Jahren Botschafterin der Entwicklungshilfeorganisation Oxfam und hat sich maßgeblich für die Kampagnen I’m In und Make Poverty History eingesetzt. Seit 2007 ist sie offizielle Botschafterin der Hear the World Foundation; sie hilft dabei, die Öffentlichkeit auf die Bedeutung des Gehörsinns aufmerksam zu machen. 2008 erhielt sie „für ihr langjähriges humanitäres Engagement“ den Sonderpreis des Deutschen Nachhaltigkeitspreises. Sie setzt sich zudem für die Unabhängigkeit Schottlands von Großbritannien ein, weil sie sich davon mehr „Umweltfreundlichkeit und hohe moralische Werte“ verspricht. Die von Lennox im Jahr 2008 gegründete Organisation The Circle setzt sich für die Rechte der Frauen ein, für Gleichberechtigung und gegen Gewalt.
Auf einer Pressekonferenz im Januar 2009 verurteilte Lennox gemeinsam mit weiteren Prominenten wie Bianca Jagger und Ken Livingstone die israelischen Luftangriffe auf den Gazastreifen. Sie unterstützt die BDS-Kampagne durch „kulturellen Boykott“.

## Ehrungen

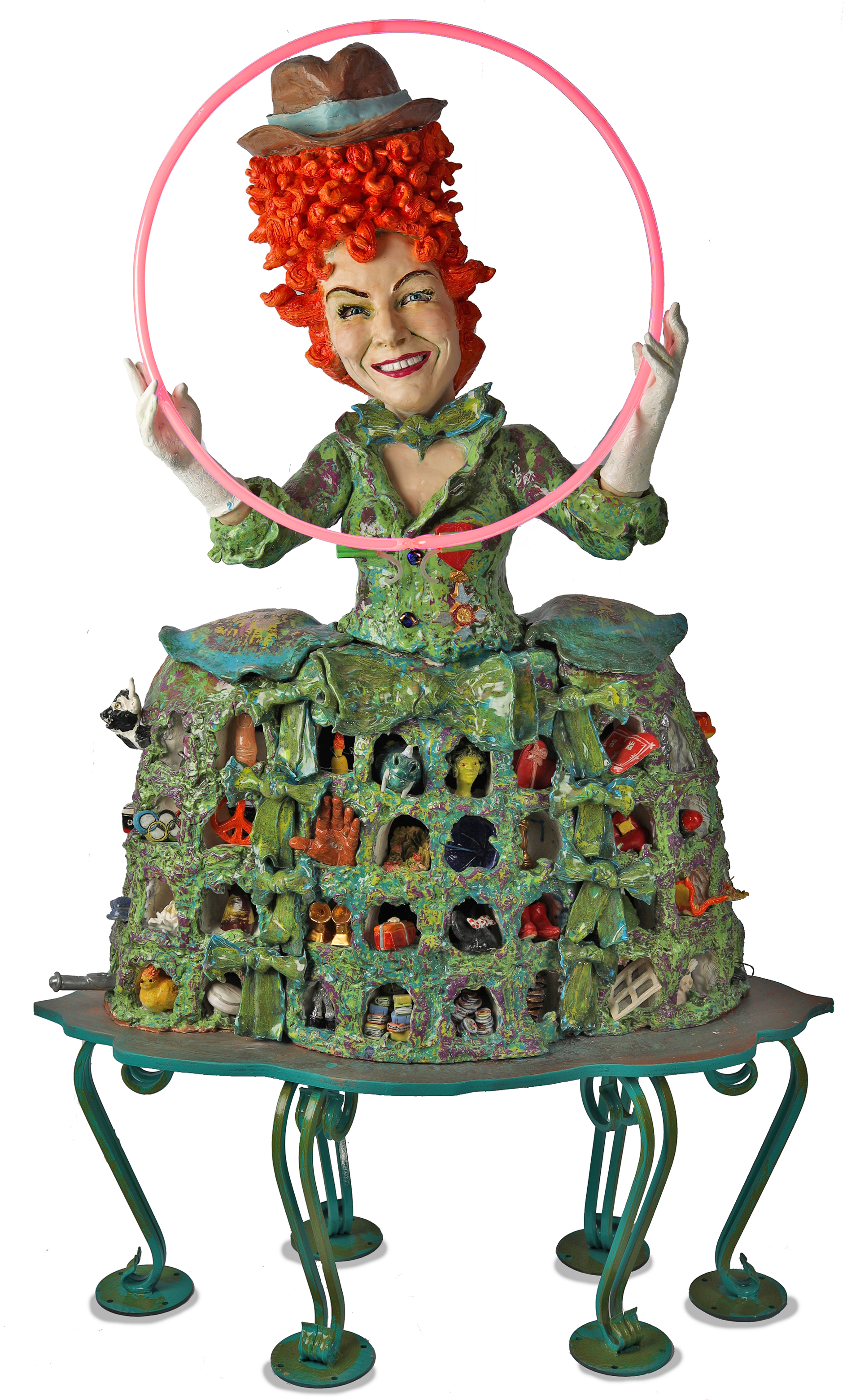
Keramik von Anthony Natsoulas

2008 erhielt Lennox den „Special Achievement Award“ des Deutschen Nachhaltigkeitspreises in Düsseldorf. Auf dem 10. Weltgipfel der Friedensnobelpreisträger erhielt sie den Friedensgipfel-Preis 2009. Für ihren Einsatz bei der HIV-Aufklärung verlieh ihr GQ im Oktober 2010 im Rahmen der Abendgala in der Komischen Oper in Berlin den Sonderpreis für Engagement. Im selben Jahr wurde sie für ihren Kampf gegen Hunger und Aids in Afrika von Queen Elisabeth zum Officer des Order of the British Empire (OBE) ernannt.
Der Rolling Stone listete Lennox 2008 auf Rang 93 der 100 größten Sänger aller Zeiten. Im November 2022 wurde sie zusammen mit Dave Stewart in die Rock and Roll Hall of Fame aufgenommen. Im selben Jahr wurde Lennox als Ehrenmitglied in die Royal Society of Edinburgh gewählt.

## Diskografie
Studioalben

| Jahr | Titel                     | Höchstplatzierung, Gesamtwochen, AuszeichnungChartplatzierungen (Jahr, Titel, Platzierungen, Wochen, Auszeichnungen, Anmerkungen) | Höchstplatzierung, Gesamtwochen, AuszeichnungChartplatzierungen (Jahr, Titel, Platzierungen, Wochen, Auszeichnungen, Anmerkungen) | Höchstplatzierung, Gesamtwochen, AuszeichnungChartplatzierungen (Jahr, Titel, Platzierungen, Wochen, Auszeichnungen, Anmerkungen) | Höchstplatzierung, Gesamtwochen, AuszeichnungChartplatzierungen (Jahr, Titel, Platzierungen, Wochen, Auszeichnungen, Anmerkungen) | Höchstplatzierung, Gesamtwochen, AuszeichnungChartplatzierungen (Jahr, Titel, Platzierungen, Wochen, Auszeichnungen, Anmerkungen) | Anmerkungen                                                                                         |
| Jahr | Titel                     | DE | AT | CH | UK | US | Anmerkungen                                                                                         |
| ---- | ------------------------- | --- | --- | --- | --- | --- | --------------------------------------------------------------------------------------------------- |
| 1992 | Diva                      | DE6 Gold · (36 Wo.)DE | AT3 Gold · (16 Wo.)AT | CH5 (22 Wo.)CH | UK1 ×4Vierfachplatin · (91 Wo.)UK                                                                                                 | US23 ×2Doppelplatin · (72 Wo.)US                                                                                                  | Erstveröffentlichung: 6. April 1992 Verkäufe: + 6.000.000; Produzent: Stephen Lipson                |
| 1995 | Medusa                    | DE4 Gold · (25 Wo.)DE | AT2 Gold · (16 Wo.)AT | CH6 Gold · (19 Wo.)CH | UK1 ×2Doppelplatin · (54 Wo.)UK                                                                                                   | US11 ×2Doppelplatin · (60 Wo.)US                                                                                                  | Erstveröffentlichung: 6. März 1995 Verkäufe: + 5.000.000; Produzent: Stephen Lipson                 |
| 2003 | Bare                      | DE5 (12 Wo.)DE | AT17 (9 Wo.)AT | CH7 (12 Wo.)CH | UK3 Gold · (17 Wo.)UK | US4 Gold · (20 Wo.)US | Erstveröffentlichung: 9. Juni 2003 Verkäufe: + 2.000.000; Produzent: Stephen Lipson                 |
| 2007 | Songs of Mass Destruction | DE15 (5 Wo.)DE | AT25 (3 Wo.)AT | CH7 (5 Wo.)CH | UK7 Silber · (4 Wo.)UK | US9 (10 Wo.)US | Erstveröffentlichung: 1. Oktober 2007 Verkäufe: + 346.000; Produzent: Glen Ballard                  |
| 2014 | Nostalgia                 | DE15 (3 Wo.)DE | AT10 (4 Wo.)AT | CH8 (5 Wo.)CH | UK9 Gold · (12 Wo.)UK | US10 (10 Wo.)US | Erstveröffentlichung: 21. Oktober 2014 Verkäufe: + 239.000; Produzenten: Annie Lennox, Mike Stevens |